# La corda di sabbia
La corda di sabbia (Rope of Sand) è un film del 1949 prodotto negli Stati Uniti e diretto da William Dieterle.

## Trama
Mike Davis, guida di caccia americana accusata di furto, torna in Sudafrica per recuperare i diamanti e vendicarsi del capitano di polizia Vogel. Arthur Martingale, proprietario della compagnia mineraria, assolda la prostituta Suzanne Renaud per circuire la guida, ma ella si invaghisce di Davis, mentre a sua volta Vogel si dichiara a Suzanne. Davis recupera i diamanti, ma Martingale minaccia di uccidere Suzanne se essi non gli verranno restituiti. Davis decide di restituire i diamanti e lasciare il paese con Suzanne, capendo che ama più lei dei diamanti.

## Produzione
Le scene nel deserto vennero girate a Yuma.
Paul Henreid all'epoca era stato bandito dalle grandi case cinematografiche, ma venne scritturato perché molto amico di William Dieterle e Hal B. Wallis. Il film vede riuniti Henreid, Claude Rains e Peter Lorre, già apparsi in Casablanca (1942), prodotto dallo stesso Wallis.